# Kanada
Kanada je, s površinom od 9 984 670 km², druga najveća država na svijetu po površini. Nalazi se na sjeveru sjevernoameričkog kontinenta, graniči sa SAD-om na jugu i sjeveru (Aljaska), na zapadu izlazi na Tihi ocean, a na istoku na Atlantski ocean. Glavni grad Kanade je Ottawa. Toronto je glavno gospodarsko središte, a ostali važni gradovi su Montréal (najveći grad francuske Kanade), Vancouver i Calgary. Prema podacima iz 2022. ima 38 660 730 stanovnika (4,2 stan./km²).
Kanada je nastala kao unija britanskih kolonija na sjevernoameričkom kontinentu. Kao federalna unija sa statusom dominiona sastoji se od deset provincija i tri teritorija. Kanada je 1867. na miran način dobila samostalnost od Velike Britanije.
Kanada je parlamentarna demokracija i ustavna monarhija s kraljem Karlom III. kao monarhom. Multikulturalna je država s dva službena jezika: engleskim i francuskim. Jedna je od zemalja s najrazvijenijim gospodarstvom. Temelj gospodarstva čine velika prirodna bogatstva i trgovina, posebice sa SAD-om u sklopu NAFTA-e, te je članica G7 i NATO-a.

## Povijest
Starosjedioci su Indijanci, a na sjeveru zemlje Eskimi. Već oko 1000. godine Vikinzi su dosegli do istočnih obala Kanade. Od 1534. – 1536. zaposjeo je francuski pomorac Jacques Cartier područje oko St. Lawrencea (tvz. Nova Francuska). Samuel de Champlain prodire 1603. – 1635. u unutrašnjost i kolonizira zemlju (Newfoundland, Nova Scotia, Québec). Prvo trajno europsko naselje je Port Royal kojeg su osnovali Francuzi 1605. godine. Glavnu gospodarsku granu u to vrijeme čini trgovina krznom, a ugrožavaju je nizozemski kolonisti iz New Amsterdama (poslije New York) 1612. – 64. kao i Englezi koji su zaposjeli područje oko Hudsonova zaljeva na sjeveru (1668. – 69.).
Zbog borbe za teritorijem i trgovine krznom u razdoblju od 1689. i 1763. izbija nekoliko ratova između Francuza, Britanaca i Indijanaca. Utrechtskim mirom 1713. Francuska je izgubila Newfoundland, Novu Scotiju te prava na Hudsonov zaljev. Pariškim mirom 1763., nakon Sedmogodišnjeg rata (Francusko-indijanski rat) Francuska gubi i ostatak Kanade. Nakon Američkog rata za neovisnost oko 50 000 britanskih rojalista nalazi utočište u Kanadi. Od 1791. Kanada je podijeljena na Donju Kanadu (Québec) i uglavnom francusko područje te Gornju Kanadu (Ontario) – naseljenu britanskim rojalistima izbjeglim iz SAD-a (1783. – 1784.).
Godine 1812. Kanada je poprište rata između SAD-a i Britanskog Carstva, a njezina uspješna obrana imala je dugotrajne posljedice. Kanada je ostala pod britanskom Krunom te je izgrađeno jedinstvo među njezinim stanovnicima. Nizom sporazuma između SAD-a i Kanade zavladao je mir. Od tada započinje velika imigracija Britanaca i Iraca prema Kanadi. Pobunom iz 1837. tražena je vlada, ali pobuna propada. Godine 1840. Kanađani se ujedinjuju u federalnu koloniju Ujedinjenu Provinciju Kanadu. Nakon što je sa SAD-om dogovoreno da 49. sjeverna paralela čini granicu, Britanci na zapadu osnivaju dvije kolonije: Koloniju Otok Vancouver i Koloniju Britanska Kolumbija, koje su bile odvojene od Ujedinjene Provincije Kanade.
Godine 1867. proglašena je federalna unija Kanade sa statusom dominiona s četiri provincije: Ontario, Québec, Nova Scotia i New Brunswick. Do 1878. u dominion Kanadu je uključen cijeli britanski teritorij Sjeverne Amerike (Osim Newfoundlanda). U drugoj polovici 19. stoljeća osnivaju se političke stranke: konzervativna (1854.) i liberalna (1873.). Gospodarski prosperitet izazvao je u prvim desetljećima 20. st. veliko useljavanje, u prvom redu iz Velike Britanije i Irske, a velik broj useljenika je došao i iz ostatka Europe.
Kanada je sudjelovala u Prvom i Drugom svjetskom ratu na strani Velike Britanije, postavši nakon Prvog svjetskog rata neovisna (Potpisnica sporazuma u Versaillesu, članica Lige naroda), a Westminserskim statutom iz 1931. i formalno neovisna država, članica britanskog Commonwealtha. Konačne je granice dobila 1949. priključenjem Newfoundlanda. Među osnivačima je NATO-a 1949. godine. Održana je politička stabilnost, a vodeće postaju Liberalna stranka i Progresivna konzervativna stranka. Tijekom 1960-ih i 1970-ih u pokrajini Québec separatističke skupine povremeno izvode bombaške napade. Zakonodavna vlast Kanade sastoji se od tri dijela: kralja, odnosno generalnog guvernera koji je predstavlja, Senata i Parlamenta. Guverner, na prijedlog kanadskog premijera imenuje 105 zastupnika u Senat. 308 članova Parlamenta izabiru direktno građani na izborima. Svaki zastupnik se izabire u jednom izbornom okrugu.
Premijer Pierre E. Trudeau (na vlasti 1968. – 1979. i 1980. – 1984.) nastojao je smanjiti utjecaj SAD-a na kanadsko gospodarstvo. U doba premijera Martina B. Mulroneya (1984. – 1993.) sa SAD-om je 1989. postignut sporazum o slobodnoj trgovini, a 1992. zaključen je Sjevernoamerički sporazum o slobodnoj trgovini (NAFTA). Potkraj 1995. Québecu je priznata društvena zasebnost na osnovi francuskog jezika i kulture, a nizom zakona 2000. otežana mu je mogućnost odcjepljenja. Premijer Kanade je od 2025. godine Mark Carney.

## Politika
Kanada je ustavna monarhija s kraljem Karlom III. Nju od 2021. godine predstavlja 30. generalna guvernerka Mary Simon, prva indijanska generalna guvernerka. Kanada je također i konfederacija s parlamentarnom demokracijom.
Predsjednik Vlade je od 14. ožujka 2025. Mark Carney, vođa Liberalne stranke. Premijersko mjesto pripada lideru stranke koji može održati povjerenje u Kanadskom parlamentu. Vladu čine Federalna ministarstva koje bira premijer među članovima svoje stranke koje su zastupljene u Parlamentu. Vladu formalno potvrđuje generalni guverner. Izvršna vlast je u rukama premijera i vlade.
Kanadski federalni parlament kao zakonodavna vlast sastoji se od tri dijela: kralja odnosno generalnog guvernera koji je predstavlja, Senata i Parlamenta. Guverner, na prijedlog kanadskog premijera imenuje 105 zastupnika u Senat. 308 članova Parlamenta izabiru direktno građani na izborima. Svaki zastupnik se izabire u jednom izbornom okrugu.
Glavne političke stranke u Kanadi su: Konzervativna stranka (spoj Kanadske alijanse i Napredne konzervativne stranke, vođa Rona Ambrose), Liberalna stranka (vođa Mark Carney), Nova demokratska stranka (vođa Tom Mulcair), Bloc Québécois (vođa Rhéal Fortin) i Zelena stranka (vođa Elizabeth May).

## Zemljopis
Oko 5/6 kanadskog teritorija obuhvaćaju nizine i pobrđa, koja se pružaju od gorja Appalachian i poluotoka Labradora na istoku do planinskih lanaca na zapadu. Reljef nižeg dijela Kanade nastao je u ledeno doba erozijom tla pa je zbog toga staro kamenje zaobljeno i golo te mjestimice pokriveno morenama (kamenjem koje nagomilavaju ledenjaci). Najstariji dio Kanade, tzv. Kanadski štit ili Laurentski štit. Središnji, a ujedno i najniži dio Štita potopljen je Hudsonovim zaljevom. Jugozapadno od Zaljeva nalaze se 600 – 700 m visoki ravnjaci (prerijske ravnice) koji se pružaju do podnožja Stjenjaka (Rocky Mountains). Najviši vrh Kanade, Mount Logan (5959 m), nalazi se u području granice s Aljaskom (SAD-om).
Nepregledna Kanada ima raznolik reljef koji dijelimo na 7 osnovnih cjelina: 
- Kordiljeri su lanac mladih nabranih planina čiji vrhovi dopiru do 4000 metara. Klimatski su nepovoljni i nema uvjeta za proizvodnju hrane pa su rijetko naseljeni.
- Istočno od Kordiljera su prostrani travnjaci, prerije, s plodnim tlom za uzgoj žitarica. Klima je stepska s oštrim dugim zimama i toplim ljetima s prodorima toplog zraka s juga. U Alberti su pronađeni izdašni izvori nafte i plina.
- Kanadski štit prekrivaju najstarije stijene svijeta koje su tijekom geološke povijesti Zemlje djelovanjem endogenih sila i egzogenih procesa zaravnjene. U tako starim stijenama ima mnogo ruda, površinom dominira crnogorična šuma koja se rasprostire u pojasu širokom 1500 km.
- Niska, šumovita i močvarna obala Hudsonova zaljeva rijetko je naseljena.
- Nizina rijeke St. Lawrence u kanadskim je okvirima malo područje, ali tu živi najviše stanovnika. To je gospodarsko središte s najvećom koncentracijom gradova. Klimatski je najpovoljnija za naseljavanje, a najčešće su bjelogorične šume breze i javora. Crveni javorov list amblem je na kanadskoj zastavi jer su te šume u jesen ostavljale snažan dojam na europske doseljenike.
- Apalači (Appalachian) su staro gromadno gorje obraslo bjelogoricom, a Kanadi pripada samo mali sjeverni dio.
- Unutar polarnog kruga nalaze se arktički otoci koji su 10 mjeseci pod snijegom gdje temperature zimi padaju ispod –50 °C. Naseljeni su Eskimima, a otkrivena su nalazišta nafte i plina.

Reljef je u pleistocenu oblikovao ledeni pokrov, što se najbolje može vidjeti po brojnim jezerima koja je za sobom ostavio ledeni pokrov.

## Klima
Veći dio Kanade nalazi se u sjevernom umjerenom pojasu te u tom dijelu zemlje prevladava snježno-šumska klima. Krajnji sjever Kanade pripada sjevernom polarnom pojasu u kojem je polarna klima i klima vječnog leda. Klimatski je najpovoljniji dio pacifičkog primorja, područje Velikih jezera i dolina rijeke St. Lawrence.

### Temperature
U krajnjem sjevernom dijelu Kanade prosječna temperatura u siječnju je od –32° do –38 °C (minimalne temperature dosežu i –64 °C). U istočnom i zapadnom primorju prosječne sječanjske temperature mnogo su blaže, na Newfoundlandu od –5° do –10 °C, a u primorju Tihog oceana od 1° do 4 °C. Ove su temperature uvjetovane time što je zimi glavnina Kanade pod utjecajem hladnih zračnih masa. Prosječne lipanjske temperature na većem dijelu Kanade su oko 10°, a na jugu središnjeg dijela do 20 °C. Kanada je najhladnija zemlja na svijetu s prosječnom godišnjom temperaturom od –5,5 °C.

## Hidrografija
Glavne hidrografske karakteristike Kanade su obilje vode i neznatno kolebanje vodostaja u rijekama, brzaci i potoci, mnoštvo jezera i dugotrajna zaleđenost (5-9 mjeseci). U zapadnom dijelu Kanade rijeke imaju duboko usjećene doline, a zbog velikog pada djelomično su plovne samo rijeke Fraser i Columbija. Na niskom području Kanadskog štita poriječja nisu međusobno jasno određena, neke se rijeke odvajaju na više strana. Na rubu Kanadskog štita nalazi se niz jezera (Velika jezera, Winnipeg, Reindeer, Great Slave, Great Beart...). Na sjeverozapadnom dijelu Kanade mnoge rijeke uključujući i najdulju kanadsku rijeku Mackenzie (4240 km) utječu u Sjeverno ledeno more. Razvojem hidroelektrana mnoge se rijeke iskorištavaju za dobivanje električne energije.

## Gospodarstvo
U primarnom sektoru zaposleno je 3,7 %, u sekundarnom 22,2 %, a u tercijarnom 71,1 % stanovništva. Takva struktura zaposlenih ukazuje na viskok stupanj gospodarske razvijenosti Kanade. Industrijalizacija Kanade započela je početkom 20. st. na bazi velikog rudnog bogatstva, drva i hidroenergije. Kanada proizvodi dovoljno nafte za svoje potrebe.
Velik poticaj kanadskom gospodarstvu daje slobodan pristup velikom tržištu SAD-a, a dobar je primjer proizvodnja oko 25 % novinskog papira svijeta, za što je najvećim dijelom uložen američki kapital. Američki kapital preko ulaganja u kanadsko gospodarstvo bez zapreke ulazi u zemlje Commonwealtha.
Kanada izvozi automobile, strojeve, industrijska postrojenja, proizvode drvne industrije, papir, rude, poljoprivredne proizvode, a uvozi vozila, strojeve itd. Kanada trguje s cijelim svijetom, ali najvećim dijelom sa SAD-om i razvijenim zemljama. Koristi od velikih prirodnih bogatstava su velike pa stoga ne čudi ostvareni BDP od 34 273 USD per capita koji omogućuje visok životni standard većine stanovništva.
Ukupna vrijednost kanadskog gospodarstva je 1077 milijardi USD-a. Kanadsko gospodarstvo jedno je od najvećih na svijetu (Kanada zauzima jedno od prvih mjesta u poljoprivrednoj, rudarskoj i industrijskoj proizvodnji). Članica je G8, grupe industrijski najmoćnijih zemalja i Rusije. Stopa nezaposlenosti je početkom 2024. godine bila 6,1 %. Prema HDI Kanada je 2021. godine bila rangirana na 14. mjesto u svijetu.

## Stanovništvo
Kanadski starosjedioci su Indijanci i Eskimi, prastanovnici doseljeni preko Beringova prolaza iz Azije prije 20 000 godina, čiji život ovisi o prirodnoj sredini. Prvi Europljani koji su naseljavali sjeverne krajeve Sjeverne Amerike bili su Vikinzi koji su do kanadskih obala doplovili 986. godine.
Nakon otkrića Amerike u ove krajeve preko Hudsonova zaljeva prvi dolaze Englezi (1497.) pa 40 godina poslije Francuzi koji su uz rijeku St. Lawrence osnivaju Québec. Glavni uzrok kolonizacije ovih klimatski nepovoljnih krajeva bio je lov i trgovina krznom. Godine 1759. dolazi do sukoba Francuza i Britanaca u kojemu pobjeđuju Britanci.
S vremenom je Velika Britanija na tom prostoru stvorila kolonijalni posjed Kanadu, koja 1791. dobiva ustav. Nakon Američkog rata za neovisnost u Kanadu bježe rojalističke izbjeglice iz Nove Engleske. Kako se ne bi ponovila situacija sa SAD-om koje su izborile samostalnost i neovisnost, Britanci 1867. g. dopuštaju stvaranje dominiona Kanade od četiriju istočnih pokrajina, ali britanski kralj ostaje vladar Kanade.
Do danas je stvorena Kanada s 10 pokrajina i 3 teritorija. Tijekom 19. st. u Kanadu doseljava stanovništvo uglavnom iz UK: Škoti, Englezi, Irci i Velšani, zatim Francuzi, a tijekom 20. st. i ostali Europljani, Skandinavci, Slaveni i dr. Kanada je zakonskim promjenama 1931. g. postala samostalna i članica je Commonwealtha. Generalnog guvernera postavlja britanski kralj na prijedlog kanadskog premijera.
Naseljavanjem različitog stanovništva stvoreno je izrazito multietično društvo, s dvama službenim jezicima, engleskim i francuskkim. Jedini dio Kanade koji je etnički homogeniji jest Québec u kojem živo oko 80 % francuskog stanovništva koje čuva svoj jezik, tradiciju i kulturu. Kanada dopušta selektivno useljavanje po utvrđenim kriterijima. U Kanadu su doselili i Hrvati koji su najviše koncentrirani u Torontu.
U usporedbi sa SAD-om, u Kanadi živi manje pripadnika crne i žute rase. U Kanadi živi 30 735 000 stanovnika što predstavlja gustoću od 3 st po km², ali su velike razlike u gustoći naseljenosti. Danas 2006. procjenjuje se da u Kanadi živi 32,5 milijuna stanovnika. Najgušće su naseljeni prostori uz Velika jezera i rijeku St. Lawrence te u južnim dijelovima prerijskih provincija gdje živi oko 90 % kanadskog stanovništva. Izrazito rijetka gustoća naseljenosti jest u klimatski nepogodnim prostorima, sjevernim teritorijima i na planinskom zapadu.
Prema popisu iz 2001. Kanada ima 34 etničke zajednice s više od 100 000 pripadnika što je čini vrlo raznolikom. Najveća etnička grupa deklarira se Kanađanima (39,4 %), slijede Englezi (20,2 %), Francuzi (15,8 %), Škoti (14,0 %), Irci (12,9 %), Nijemci (9,3 %), Talijani (4,3 %), Kinezi (3,7 %), Ukrajinci (3,6 %) i sjevernoamerički Indijanci (3,4 %).
Po zadnjem popisu iz 2001. godine, 77,1 % Kanađana izjašnjava se Kršćanima, a Katolici čine najveću grupu (43,6 % svih Kanađana). Najveća protestantska denominacija je Ujedinjena kanadska crkva s 9 %, a protestanti ukupno čine 36 % stanovništva. Otprilike 17 % Kanađana nema vjersko opredjeljenje.

### Indijanci
Indijanci Kanade većim dijelom pripadaju sub-arktičkom kulturnom pojasu, lovaca na karibue i ribara.  Jednostavne saonice-toboggan i krplje omogućavaju im kretanje po snijegu, dok se kanu koristi u riječnom transportu. Uz obalu žive bogata i razvijena plemena Kwakiutla, Ahta, Tsimshiana, Haida i Tlingita poznata po potlatchu (potlač) i gradnji velikih drvenih totema i chilkat-pokrivačima. Jezično pripadaju porodicama Athapaskan, Koluschan, Skittagetan, Algonquian, Iroquoian, Wakashan i Siouan, u prerijskim područjima južne Kanade. Plemena Kanade su: Algonquin, Assiniboin (dijelom; bande poznate kao Stonies), Attiwandaronk ili Neutrals (dijelom), Babine (s grupama Nataotin i Hwotsotenne), Beaver ili Tsattine, Bella Bella (s grupama Haisla i Heiltsuk), Bella Coola, Beothuk †, Blackfoot (dijelom), Carrier, Chilcotin, Chipewyan, Comox (i ogranak Sliammon), Cowichan, Cree, Dogrib ili Tlingchadinne, Gitksan, Haida, Hareskin (Kawchottine), Huron, Iroquois (dfijelom), Kwakiutl (s Koskimo, Nawiti i Kwakiutl), Lillooet, Malecite, Micmac Indijanci, Montagnais, Nahane (Kaska), Nakotcho-kutchin, Nanaimo, Nascapee, Niska, Nootka (23 plemena u Kanadi, jedno u SAD), Ntlakyapamuk ili Thompson, Ojibwa (dijelom), Okanagon (dijelom), Ottawa (dijelom), Pentlatch ili Puntlatsh, Sarcee ili Sarsi, Seechelt ili Sishiatl, Sekani, Shuswap, Slavey (Etchaottine), Songish, Squawmish, Stalo ili Halkomelem, Stuwihamuk ili Nicola, Tagish, Tahltan, Takkuth-kutchin, Tatlit-kutchin, Tobacco Nation ili Tionontati, Tsetsaut, Tsimshian, Tutchone i Yellowknife ili Tatsanottine.
Nekim od indijanskih jezika kao materinskim govori 200 725 državljana Kanade (6 % od ukupnog stanovništva), najviše cree jezikom (120 000).

## Provincije i teritoriji
Kanada je teritorijalno-politički podijeljena na 10 provincija i 3 teritorija. Provincije su Alberta, Britanska Kolumbija, Manitoba, New Brunswick, Newfoundland i Labrador, Nova Scotia, Ontario, Otok Princa Edwarda, Québec i Saskatchewan. Teritoriji su Sjeverozapadni teritoriji, Nunavut i Yukon.
Provincije imaju širok stupanj slobode od federalne vlade dok teritoriji imaju malo manju slobodu. Provincije su odgovorne za većinu socijalnih programa poput: zdravstva, školstva i socijale. Zajedno provincije raspolažu s više novca nego federalna vlada što je jedinstven slučaj u svijetu.

### Regionalizacija
U Kanadi se ističu četiri regije: Atlantske provincije, Središnje provincije, Srednji Zapad i Kanadski daleki zapad. 
- U Atlantske provincije spadaju pokrajine Newfoundland i Labrador, Nova Scotia, Otok Princa Edwarda i New Brunswick, a zajedničko im je obilježje slaba naseljenost. 
  - Otok Newfoundland i sjeveroistočni dio Labradora su negostoljubiv prostor koji je pola godine prekriven snijegom i ledom, a nepristupačnih obala. Oko otoka su nekada bila najbogatija ribolovna područja svijeta, zahvaljujući miješanju tople i hladne morske struje.
  - Nova Scotija smještena je na poluotoku koji je izmeđuostalog poznat i po zaljevu Fundy u kojem se pojavljuje najveća plima s više od 16 metara.
  - Otok Princa Edwarda u kanadskim je okvirima mali otok na kojem žive Indijanci Mi'kmaq (Mikmak), a glavni izvor prihoda jesu rakovi, školjke i jastozi.
  - New Brunswik naseljili su Nijemci i dali mu ime Neu Braunschweig. Pokrajina je 80 % prekrivena šumama, a na slabo plodnom prostoru uzgajaju se krumpir, krmne kulture i malo voća i povrća.
- Središnje provincije Québec i Ontario najnaseljenije su i gospodarski najsnažnije kanadske provincije s razvijenom industrijom. 
  - Québec je, s 7 598 100 stanovnika, od kojih je više od 80 % Francuza, izrazito fransuka provincija. Najveća koncentracija stanovništva i industrije nalazi se uz rijeku St. Lawrence, a glavi grad je Montréal. Do prije petnaestak godina Montréal je bio najveći kanadski grad, ali se zbog prelijevanja kapitala u Toronto broj stanovnika smanjio. Grad Québec najstariji je kanadski grad i odiše francuskim šarmom. Glavni grad Kanade, Ottawa, smješten je na samoj granici Québeca i Ontaria. Stanovnici Québeca pretežno su konzervativni i religiozni pa su u prošlost imali najveći prirodni priraštaj u Kanadi dok je u novije vrijeme natalitet drastično pao.
  - Ontario je najmnogoljudnija kanadska provincija s više od 12,5 milijuna staovnika (37,9 % stanovništva Kanade) i gospodarski najsnažnija. Veliko bogatstvo šuma temelj je snažne drvne industrije, a veliko rudno bogatstvo temelj je crne metalurgije. Toronto je središte urbaniziranog prostora uz sjeverne obale Velikih jezera koje se pruža do grada Windora. Međujezerski poluotok ima najpovoljniju klimu u cijeloj Kanadi, a svjetska znamenitost su slapovi Nijagare pokraj kojih je izgrađena velika hidroelektrana.
- Regiju Srednji zapad čine prerijske provincije Alberta, Manitoba i Saskatchewan. U većoj mjeri ove su se provincije naseljavale tek od početka 20. st., a najviše je doseljenika britanskog protestantskog podrijetla. U regiji je nizak natalitet jer je uvriježeno da svaka obitelj ima samo jedno dijete. Zajednička obilježja ovih provincija jesu prostrane prerije s plodnim tlom i relativno malo padalina koje padaju upravo u vrijeme kada je žitaricama najpotrebnije. Razvile su se velike monokulturne farme prosjećno veće od 200 hektara i s visokim stupnjem mehaniziranosti poljoprivredne proizvodnje koja je prvenstveno orijentirana na izvoz. 
  - U Alberti su pronađena velika nalazišta nafte oko Edmontona i Calgaryja i tu se proizvodi oko 70 % kanadske nafte.
  - Glavni grad Manitobe, Winnipeg, nalazi se na križištu putova iz prerije prema središnjim provincijama pa se u njemu razvilo jedno od najvećih tržišta žita na svijetu – žitna burza.
- Regiju Kanadski daleki zapad čini samo jedna provincija Britanska Kolumbija koja se rasprostire planinskim prostorom Kordiljera. Zbog negostoljubive klime regija je vrlo slabo naseljena, tek je nešto veća koncentracija stanovništva na obalama Tihog oceana, oko Vancouvera. Glavni grad provincije je pet puta manji grad Victorija. U drugim dijelovima naselja su nastala na mijestima iskorištavanja prirodnih bogatstava, a dominantne gospodarske grane su šumarstvo, ribarstvo i rudarstvo. Najveći dio provincije prekriven je šumama.
- Na sjeveru Kanade nalazi se vrlo rijetko naseljeni Sjeverozapandi teritorij, Teritorij Yukon i Nunavut koje zbog surovosti klime naseljavaju samo rijetki Eskimi. U starim stijenama pronađena su velika rudna bogatstva, npr. urana.